# Hebe menziesii
Hebe menziesii é uma espécie de planta do gênero Hebe.